# Tomosvaryella aurata
Tomosvaryella aurata är en tvåvingeart som beskrevs av Ale-rocha 1996. Tomosvaryella aurata ingår i släktet Tomosvaryella och familjen ögonflugor. Inga underarter finns listade i Catalogue of Life.